# 平壤之戰 (1894年)
平壤之战是中日甲午战争中的一场战役。1894年9月初，日军开始向平壤推进，参战部队共20000餘人，清军防御部队为15000餘人。日军至9月15日完成部署，随即展开进攻，经过一整日激战，日軍元山、朔寧兩支隊於9月16日上午八時三十分攻下平壤北邊的戰略要地牡丹台。清军驻守平壤的总兵力，计步、马、炮约15000人，平壤城中贮存足够全军一个月食用的军粮，而日军因种种原因而粮食严重不足，当夜平壤下雨，日军冒雨露宿，处境较为困难。若清军多坚守一日，日军便会因断粮而撤军。但叶志超畏敌怯战，弃城逃走。清军撤退途中遭到日军伏击，死伤惨重。而日军夺得平壤城，获得城中所有战略物资和粮食。

日军在平壤所缴获的战利品有：
各类大小口径炮35门，步骑连发枪550支，后膛单发枪及其他枪610支，炮弹792发，子弹56万发，行军帐篷1092顶，军用锅354口，各种粗细杂粮4700石，大车156辆，乘马及驮马250匹，金砖43公斤，金锭540公斤，以及火药、信管、纸币和其他物资无数。
9月15日平壤之战与9月17日的黄海海战一起，成为中日甲午战争的转折点，自此以后，日军完全掌握了战场主动权，并开始在中国境内迅速推进。
平壤之戰中，山东费城杰出将领左宝贵面对友军溃逃、敌军压境的境况，毅然殊死抵抗，直至殉国。皇帝由此，赠太子少保衔，予谥忠壮。